# Омен: Переродження
«Омен: Переродження» (англ. The Prodigy) — фільм жахів 2019 року про жінку, яка спостерігає за незвичайною поведінкою свого сина, змушуючи батьків розслідувати причетність до цього сил зла.

## Сюжет
22 серпня 2010 року в сільській місцевості Огайо був застрелений серійний вбивця Едвард Скарка під час поліцейського рейду до його фермерського будинку. На момент смерті Едварда подружня пара Сара і Джон народили свого сина Майлза в Пенсильванії. Майлз з раннього віку проявляє крайню мудрість і розум, легко починає вільно говорити.
Коли Майлзу виповнюється вісім років у 2018 році, Сара і Джон починають помічати зміни в його поведінці. Однієї ночі він сильно ранить свою няню Зої, але нічого не пам'ятає про цей випадок. У школі хлопчик нападає на однокласника з гайковим ключем. Психіатр Елейн Страссер робить запис Майлза, коли він спав. Артур Якобсон — експерт з реінкарнації, розшифровує погрози хлопчика.
Спочатку Сара не вірить у слова Артура, що дух хоче контролювати тіло хлопчика, але після вбивства собаки вона знову звертається до нього. На сеансі Якобсону вдається зв'язатися з духом, але гіпноз раптово припиняється після погроз хлопчика. Спеціаліст знаходить слово «Скарка» на дивані, що допомогло зробити висновок, що маніяк хоче продовжити свої вбивства. З'ясовується, що Майлз народився за кілька хвилин до вбивства Едварда та у хлопчика як і в нього очі різного кольору. Через аварію Джон впадає в кому. В кімнаті Майлза мати знаходить вирізки з газет про Едварда, а також книгу останньої його жертви, яка вижила та допомогла спіймати нападника. Щоб звільнити сина від духа, Сара вирішує вбити її. Жінка приїжджає до Маргарет, але не може вистрілити. Несподівано заходить Майлз та пронизує Маргарет ножем кілька разів. Зрозумівши, що дух Скарки переміг, вона намагається вбити сина, але фермер влучає в неї.
Майлза тимчасово розміщують в притулок, поки Джона не випишуть з лікарні. У спальні Майлз дивиться в дзеркало, в якому був образ Едварда.

## У ролях
| Актор                | Роль                 |
| -------------------- | -------------------- |
| Тейлор Шиллінг       | Сара Блум            |
| Джексон Роберт Скотт | Майлз Блум           |
| Колм Фіоре           | Артур Якобсон        |
| Бріттані Аллен       | Маргарет Сент-Джеймс |
| Пол Фото             | Едвард Скарка        |
| Пітер Муні           | Джон Блум            |
| Паула Бодро          | Елейн Стрессер       |
| Еліза Мулчеррі       | Зої                  |
| Олуніке Аделійі      | Ребекка              |
| Ніколас Мак-Карті    | контролер            |

## Створення фільму

### Виробництво
Зйомки фільму проходили в Торонто, Канада.

### Знімальна група
- Кінорежисер — Ніколас Мак-Карті
- Сценарист — Джефф Бюглер
- Кінопродюсер — Тріпп Вінсон, Тара Фарні
- Композитор — Джозеф Бішара
- Кінооператор — Бріджер Нілсон
- Кіномонтаж — Том Елкінс, Браян Уфберг
- Художник-декоратор — Шейн Фокс
- Художник-костюмер — Кетрін Ештон
- Підбір акторів — Діанна Бріджиді, Джон Бакен, Джейсон Найт[3]

## Сприйняття
Фільм отримав переважно негативні відгуки. На сайті Rotten Tomatoes оцінка стрічки становить 45 % на основі 71 відгук від критиків (середня оцінка 5,0/10) і 41 % від глядачів із середньою оцінкою 2,9/5 (583 голоси). Фільму зарахований «гнилий помідор» від кінокритиків та «розсипаний попкорн» від глядачів, Internet Movie Database — 5,9/10 (8 986 голосів), Metacritic — 45/100 (18 відгуків критиків) і 5,6/10 (25 відгуків від глядачів).